# Nokia 1800
Nokia 1800 – telefon komórkowy firmy Nokia. Został wypuszczony na rynek w czerwcu 2010 roku. Posiada kolorowy wyświetlacz (65 tysięcy kolorów) o rozmiarze 1,8 cala i rozdzielczości 128 na 160 pikseli.

## Funkcje dodatkowe[1]
- książka telefoniczna mieszcząca maksymalnie 500 kontaktów;
- historia połączeń zawierająca 20 połączeń wychodzących, 20 odebranych i 20 nieodebranych;
- radio FM;
- latarka;
- kalkulator;
- alarm.